# Стоян Николов (революционер)
Вижте пояснителната страница за други личности с името Стоян Николов.
Стоян Спиров Николов е български революционер, деец на Вътрешната македоно-одринска революционна организация и Вътрешната македонска революционна организация.

## Биография
Стоян Николов е роден в 1882 година в град Кичево, тогава в Османската империя, днес в Северна Македония. Завършва III клас и по професия е бакалин. Влиза във ВМОРО в 1900 година. В 1901 година става нелегален четник, а от следната 1902 година е войвода на чета в родното му Кичевско.
При избухването на Балканската война в 1912 година е доброволец в Македоно-одринското опълчение и служи в 1 рота на 4 битолска дружина. Носител е на кръст „За храброст“ IV степен.
През Първата световна война Стоян Николов е в партизанската рота на поручик Никола Лефтеров.
След войните Николов участва във възстановяването на революционната организация и от 1919 до 1924 година отново е войвода в Кичевско.